# 楊百之
楊百之，字允成，永平府迁安县人。明朝政治人物。

## 生平
生性敏锐，正德九年（1514年）进士，授行人司行人。正德十三年（1518年），授山西道監察御史。嘉靖初，巡按辽东，條陳治遼五事。嘉靖二年二月，出为广西按察司佥事。